# Progressione del record italiano del salto con l'asta femminile

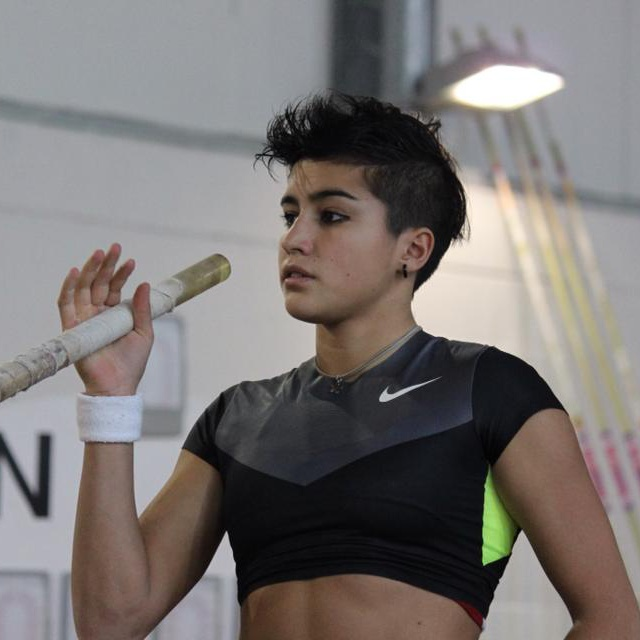
Roberta Bruni, detentrice del record italiano del salto con l'asta dal 2021.

La voce seguente illustra la progressione del record italiano del salto con l'asta femminile di atletica leggera.
Il primo record italiano femminile in questa disciplina venne ratificato il 30 giugno 1992.

## Progressione

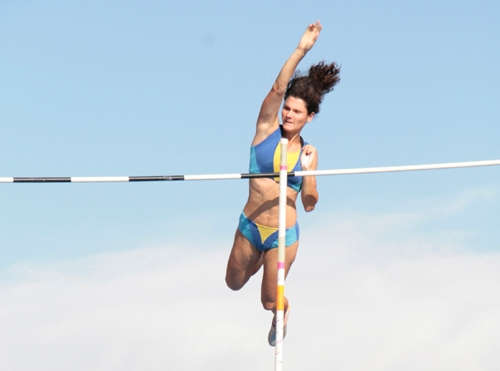
Anna Giordano Bruno, detentrice del record italiano dal 2009 al 2021.

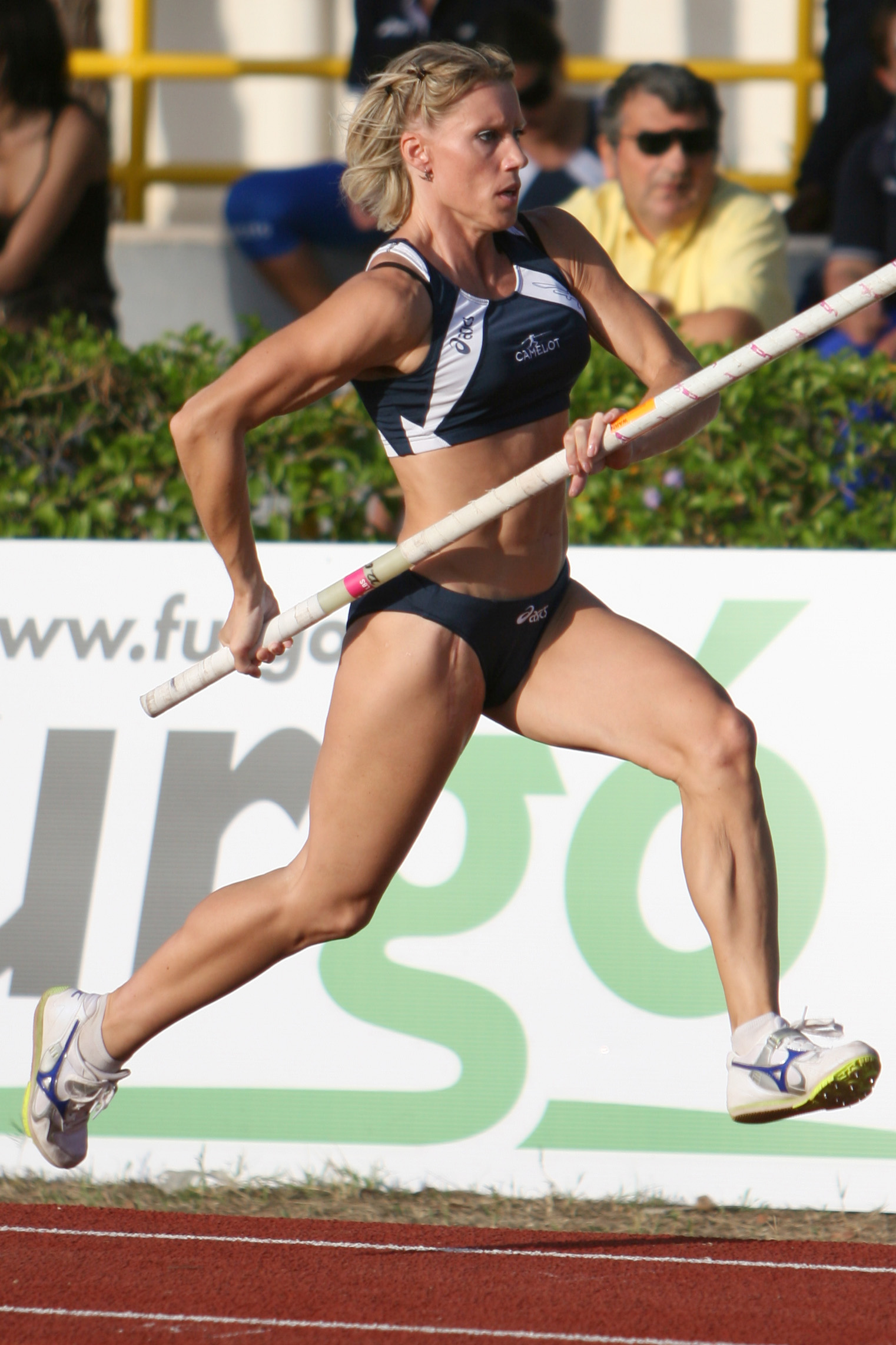
Arianna Farfaletti Casali, detentrice del record italiano dal 2000 al 2002, dal 2002 al 2008 e dal 2008 al 2009.

| Misura | Atleta                    | Società                        | Luogo              | Data              | Note  |
| ------ | ------------------------- | ------------------------------ | ------------------ | ----------------- | ----- |
| 2,30 m | Xenia Facchinetti         | Atletica Ravenna               | Marina di Ravenna  | 30 giugno 1992    |       |
| 2,30 m | Emiliana Piacente         | Atletica Studentesca CA.RI.RI. | Rieti              | 23 settembre 1992 |       |
| 2,45 m | Emiliana Piacente         | Atletica Studentesca CA.RI.RI. | Rieti              | 30 settembre 1992 |       |
| 2,60 m | Michela Trifoglio         | Assindustria Sport Padova      | Padova             | 12 giugno 1993    |       |
| 2,60 m | Giorgia Balasso           | CUS Padova                     | Padova             | 12 giugno 1993    |       |
| 2,60 m | Irene Bellamio            | Fiamma Padova                  | Padova             | 12 giugno 1993    |       |
| 2,80 m | Irene Bellamio            | Fiamma Padova                  | Padova             | 28 settembre 1993 |       |
| 2,80 m | Irene Bellamio            | Fiamma Padova                  | Padova             | 9 ottobre 1993    |       |
| 2,80 m | Michela Panella           | CUS Padova                     | Padova             | 9 ottobre 1993    |       |
| 3,00 m | Michela Panella           | CUS Padova                     | Padova             | 9 ottobre 1993    |       |
| 3,00 m | Emanuela Gini             | Atletica Studentesca CA.RI.RI. | Rieti              | 9 febbraio 1994   | i     |
| 3,00 m | Maria Carla Bresciani     | Atletica Alto Garda            | Verona             | 24 aprile 1994    |       |
| 3,25 m | Emanuela Gini             | Atletica Studentesca CA.RI.RI. | Rieti              | 15 maggio 1994    |       |
| 3,30 m | Maria Carla Bresciani     | Atletica Alto Garda            | Padova             | 25 maggio 1994    |       |
| 3,50 m | Maria Carla Bresciani     | Atletica Alto Garda            | Riva del Garda     | 3 agosto 1994     |       |
| 3,55 m | Maria Carla Bresciani     | Atletica Alto Garda            | Trento             | 25 settembre 1994 |       |
| 3,60 m | Maria Carla Bresciani     | Atletica Alto Garda            | Trento             | 14 giugno 1995    |       |
| 3,70 m | Maria Carla Bresciani     | Atletica Alto Garda            | Trento             | 14 giugno 1995    |       |
| 3,71 m | Maria Carla Bresciani     | Atletica Alto Garda            | Cesenatico         | 2 luglio 1995     |       |
| 3,75 m | Maria Chiara Romano       | CRAI Napoli                    | Bologna            | 24 maggio 1996    |       |
| 3,80 m | Maria Carla Bresciani     | CUS Palermo                    | Milano             | 12 giugno 1996    |       |
| 3,90 m | Maria Carla Bresciani     | CUS Palermo                    | Milano             | 12 giugno 1996    |       |
| 3,95 m | Maria Carla Bresciani     | CUS Palermo                    | Pula               | 4 settembre 1996  |       |
| 3,96 m | Maria Carla Bresciani     | CUS Palermo                    | Torino             | 14 settembre 1996 |       |
| 4,01 m | Maria Carla Bresciani     | CUS Palermo                    | Torino             | 14 settembre 1996 |       |
| 4,06 m | Maria Carla Bresciani     | CUS Palermo                    | Torino             | 14 settembre 1996 |       |
| 4,10 m | Francesca Dolcini         | SAI Assicura Roma              | Genova             | 8 febbraio 1998   | i     |
| 4,10 m | Francesca Dolcini         | SAI Assicura Roma              | Valencia           | 27 febbraio 1998  | i     |
| 4,10 m | Francesca Dolcini         | SAI Assicura Roma              | Roma               | 2 luglio 1998     |       |
| 4,16 m | Francesca Dolcini         | SAI Assicura Roma              | Grosseto           | 29 luglio 1998    |       |
| 4,17 m | Francesca Dolcini         | SAI Assicura Roma              | Bari               | 15 maggio 1999    |       |
| 4,20 m | Francesca Dolcini         | SAI Assicura Roma              | Roma               | 23 maggio 1999    |       |
| 4,26 m | Francesca Dolcini         | SAI Assicura Roma              | Rieti              | 6 giugno 1999     |       |
| 4,27 m | Francesca Dolcini         | SAI Assicura Roma              | Rieti              | 21 settembre 2000 |       |
| 4,28 m | Arianna Farfaletti Casali | Snam                           | Rovellasca         | 23 settembre 2000 |       |
| 4,30 m | Francesca Dolcini         | SAI Assicura Roma              | Viareggio          | 21 luglio 2002    |       |
| 4,31 m | Arianna Farfaletti Casali | Atletica Camelot               | Conegliano Veneto  | 28 agosto 2002    |       |
| 4,36 m | Elena Scarpellini         | Fondiaria-SAI Atletica         | Jockgrim           | 12 luglio 2008    |       |
| 4,42 m | Arianna Farfaletti Casali | Italgest Athletic Club         | Busto Arsizio      | 21 settembre 2008 |       |
| 4,45 m | Anna Giordano Bruno       | Assindustria Sport Padova      | Vicenza            | 17 maggio 2009    |       |
| 4,46 m | Anna Giordano Bruno       | Assindustria Sport Padova      | Lignano Sabbiadoro | 12 luglio 2009    |       |
| 4,55 m | Anna Giordano Bruno       | Assindustria Sport Padova      | Trieste            | 25 luglio 2009    |       |
| 4,60 m | Anna Giordano Bruno       | Assindustria Sport Padova      | Milano             | 2 agosto 2009     |       |
| 4,70 m | Roberta Bruni             | Centro Sportivo Carabinieri    | Rieti              | 23 maggio 2021    |       |
| 4,71 m | Roberta Bruni             | Centro Sportivo Carabinieri    | Barletta           | 18 giugno 2022    | [ 1 ] |
| 4,72 m | Roberta Bruni             | Centro Sportivo Carabinieri    | Rovereto           | 30 agosto 2022    | [ 2 ] |
| 4,73 m | Roberta Bruni             | Centro Sportivo Carabinieri    | Chiari             | 4 settembre 2023  | [ 3 ] |